# Cedarburg (thị trấn), Wisconsin
Cedarburg là một thị trấn thuộc quận Ozaukee, tiểu bang Wisconsin, Hoa Kỳ. Năm 2010, dân số của thị trấn này là 5.647 người.